# Dubrowka (rejon siebieski)
Dubrowka (ros. Дубровка) – wieś (dieriewnia) w Rosji, w obwodzie pskowskim, w rejonie siebieskim. W 2010 liczyła 306 mieszkańców.